# Lycaena browni
Lycaena browni är en fjärilsart som beskrevs av Dos Passos 1938. Lycaena browni ingår i släktet Lycaena och familjen juvelvingar. Inga underarter finns listade i Catalogue of Life.